# Drougovo
Drougovo (en macédonien Другово) est un village de l'ouest de la Macédoine du Nord, situé dans la municipalité de Kičevo. Le village comptait 1492 habitants en 2002.
Détaché de Kičevo en 1996, le village de Drougovo a possédé jusqu'en avril 2013 sa propre municipalité, avant d'être réintégré à celle de Kičevo, tout comme les municipalités d'Oslomeï, Vranechtitsa et Zaïas.

## Démographie
Lors du recensement de 2002, le village comptait :
- Macédoniens : 1250
- Turcs : 128
- Albanais : 108
- Serbes : 2
- Roms : 1
- Autres : 3